# Кримський провулок (Київ)
Кри́мський провулок — зниклий провулок, що існував у Московському, нині Голосіївському районі міста Києва, місцевість Саперна слобідка. Провулок пролягав від Феодосійської вулиці до Стратегічного шосе.

## Історія
Провулок виник, ймовірно, наприкінці XIX — на початку XX століття. Починаючи з 1930-х років на картах означався як Польова вулиця (досі таку назву мала Кримська вулиця). Ліквідований у зв'язку зі знесенням частини малоповерхової забудови на початку 1980-х років.